# Der Todesking
Pour plus de détails, voir Fiche technique et Distribution.
Der Todesking (Le Roi des Morts) est un film allemand réalisé par Jorg Buttgereit en 1989.
Il se divise en sept épisodes - un pour chaque jour de la semaine - qui s'articulent autour du thème du suicide ou de la mort violente. Le fil conducteur est un corps humain qui se décompose lentement tout au long du film.

## Synopsis
Lundi : Un homme rentre chez lui, téléphone à son travail pour démissionner, écrit des lettres mystérieuses, nettoie son appartement et se suicide dans sa baignoire. Sa mort entraîne celle de son poisson, le seul être qui a partagé sa vie.
Mardi : Un homme loue un film dans une vidéothèque. Il s’agit d’une œuvre dans laquelle des soldats torturent un prisonnier dans un camp de concentration, le castrent et peignent une croix gammée sur sa poitrine. Quand la copine du jeune homme revient des courses, elle lui fait une scène, à l'issue de laquelle il la tue avec un fusil. Il s’avère que cet épisode est montré sur un écran TV dans la chambre d'un inconnu qui s'est pendu.
Mercredi : Un homme et une fille se rencontrent dans un parc sous la pluie. L’homme raconte à la fille sa vie sexuelle catastrophique qui l'a amené à tuer sa femme. La fille sort un revolver pour le tuer, mais l’homme le lui prend et s’achève d'une balle dans la bouche.  
Jeudi : Un pont d’autoroute. En surimpression, des noms de suicidés qui se sont jetés dans le vide. 
Vendredi : Une femme, seule dans son appartement, observe un jeune couple apparemment heureux dans un appartement voisin. Elle mange des pralinés, s’endort et rêve de ses parents qu’elle surprend en train de faire l’amour. La caméra montre le jeune couple, mort sur le lit.
Samedi : Une jeune femme se munit d’une caméra et d’un fusil. Elle prépare ce qu’elle considère comme l’apothéose de sa vie frustrée, un documentaire sur l’assassinat de plusieurs spectateurs d’un concert rock. Elle-même y perdra la vie.
Dimanche : Un homme seul dans un lit se cogne plusieurs fois la tête contre un mur, avec l'intention manifeste de se tuer. Il est représenté avec une peluche et un caleçon d'enfant. Les plans sur le radiateur, ainsi que la fenêtre et la porte fermées semblent indiquer une possible intoxication au monoxyde de carbone, causant sa folie puis sa mort.

## Fiche technique
- Titre : Der Todesking
- Titre français : Le roi des morts
- Réalisation : Jorg Buttgereit
- Scénario : Jorg Buttgereit et Franz Rodenkirchen
- Production : Manfred O. Jelinski
- Musique : Hermann Kopp, Daktari Lorenz, John Boy Walton
- Genre : Tragédie, Horreur
- Durée : 74 minutes

Film interdit aux moins de 18 ans

## Distribution
- Hermann Kopp : Lundi
- Heinrich Ebber : Mardi
- Hille Saul : Soldat dans l’épisode Mardi
- Mark Reeder : Soldat dans l’épisode Mardi
- Jorg Buttgereit : Victime dans l’épisode Mardi
- Michael Krause : Mercredi
- Susanne Betz : Fille dans l’épisode Mercredi
- Eva-Maria Kurz : Femme dans l’épisode Vendredi
- Angelika Hoch : Samedi
- Nicolas Petche : Dimanche

## Commentaire
C'est le roi de la mort. Il fait que les hommes n'ont plus envie de vivre. D'une maigreur cadavérique, trônant au fin fond d'une cave, portant un crâne humain de la main droite et étant accompagné d'un enfant assis à ses pieds, ce personnage éponyme du film, mortuaire et anti-dieu peut être appréhendé de plusieurs façons selon le ressenti du spectateur. Il est avant tout une parcelle de notre cerveau représentant le flux de dépression qui nous tourmente au plus profond de nous, nous accompagnant dans la vie de la naissance à la mort, amenant inéluctablement chacun des hommes au suicide. Second film de Büttgereit paru en 1989 peu après Nekromantik, il s'agit ici d'un film à segments relatant un suicide par jour pendant une semaine. Dieu mit 7 jours pour créer le monde, puis il se suicida à la fin. Ainsi, l'homme est désespérément seul et il n'existe plus aucun idéal supérieur vers lequel il puisse tendre afin de donner un sens à sa vie, si ce n'est le roi de la mort. 
Les sept histoires sont toutes reliées par la vision d'un cadavre humain se putréfiant en accéléré tout au long du film. Le spectateur assiste ainsi à la lente dégradation du corps humain, percevant comment son propre corps finira rongé par la vermine après une ultime étreinte avec la mort. Filmé à la manière d'un Jan Svankmajer, le réalisateur parvient à faire naître en nous un plaisir nécrophile coupable de par la beauté livide qui émane de la putréfaction des chairs, de l'intérêt voyeur découlant d'une comparaison entre un "avant" et un "après" la décomposition du cadavre. Symbole de la vie, ce corps humain apparaît d'emblée comme étant mort dès sa naissance de par sa position fœtale initiale. De là, nous comprenons que nous ne sommes que des cadavres ambulants pendant notre vie, existence futile qui ne correspond finalement qu'à une lente corruption de nos chairs. 
On constate au fur et à mesure de la pourriture du cadavre, que ce dernier s'anime de plus en plus, habité par des vers et des asticots qui y ont élu domicile. Des gros plans sur certaines parties du corps montrent alors comment les intestins et l'estomac peuvent se comparer à une ville organique en effervescence, habitée par des insectes accumulés les uns sur les autres. De la même manière, le sexe violacé se décolle, offrant au regard le pubis rigide transformé en un vivier grouillant de microbes.
À travers ces différentes vies vouées au suicide, la dépression est omniprésente. Le lundi débute par la vision morne et triste du quotidien d'un homme semblant passionné par les poissons, vivant seul dans son appartement avec un poisson rouge. On retrouve le style propre à Büttgereit et son utilisation des plans séquences comme lors du travelling panoramique autour des murs de la chambre, transmettant ainsi l'ennui accablant et angoissant ressenti par le personnage. Toujours les mêmes gestes, toujours les mêmes mouvements... Les jours paraissent défiler rapidement mais pourtant rien n'a l'air de changer. Une mise en abyme est alors opérée entre le bocal du poisson rouge et l'appartement de l'homme qui finira par se suicider dans sa baignoire après avoir consommé une importante quantité de cachets, peut-être dans l'espoir de mourir lui aussi comme les animaux aquatiques qu'il affectionnait tant durant sa vie. Une autre mise en abyme a lieu lors du jour suivant. Büttgereit multiplie alors les clins d'œil et injecte ainsi une bonne dose d'humour noir à certaines séquences. C'est le cas pour la scène du vidéo club où le personnage hésite entre la location de plusieurs cassettes, à savoir des copies de Citizen Kane, Nekromantik, Godzilla, Massacre à la tronçonneuse, Mondo sexuality... Finalement, il échange son Mein Essen mit André (film considéré comme étant des plus soporifiques par Büttgereit et qui sera critiqué dans la scène du cinéma de Nekromantik 2) contre un exemplaire de Ilsa, la louve des SS. Le client rentre chez lui et visionne le film qui n'est en réalité qu'une parodie réalisée par Büttgereit lui-même. Après que le personnage ait fait sauter le caisson à sa femme sur une musique de Metallica, l'action s'achève sur l'écran d'un poste de télévision qui s'éteint brutalement. On remarque alors que celui qui regardait ce film s'est pendu, ce qui renvoie à notre propre statut de spectateur/voyeur, et laisse méditer sur la violence pouvant être engendrée par le visionnage d'un film.Un clin d'œil analogue a lieu lors du suicide du mercredi. Un homme assis sur un banc fait une rétrospection amère sur sa vie de couple avant de prendre le pistolet de son interlocutrice et de se tirer une balle dans la bouche après l'échec de cette dernière à l'exécuter.
Büttgereit annonce ici les prémices des thèmes abordés dans Schramm de par le dialogue de l'homme dépressif. En effet, ce dernier raconte ses problèmes intimes, comment sa femme saigne lors des relations sexuelles et l'hypocondrie qui en découle par rapport à l'avis du médecin. Incapable d'assouvir ses pulsions, l'homme explique avoir assassiné sa femme en la décapitant. Nous sommes unis dans la mort et le suicide, à la façon de la grande danse macabre. La scène de jeudi se constitue de plans séquences et de travellings autour d'un pont, le filmant sous tous les angles. Sur l'écran défile l'épitaphe de nombreuses personnes qui s'y sont suicidés en se jetant dans le vide. Enfants et adultes, il en ressort que toutes les classes sociales sont touchées sans distinction de sexe.
Le suicide touche tout le monde. La vie d'un individu est vide et morne. S'il se suicide en emportant les autres avec lui, il atteint une reconnaissance dans la mort qu'il n'a pas eu vivant. C'est ce qu'explique le jour du Samedi, évoquant le martyr des tueurs fous qui tuent puis meurent dans la seule intention de recevoir une reconnaissance sociale et médiatique. C'est ainsi qu'une femme, qui n'est autre que la protagoniste de Nekromantik 2, débarque dans un concert de rock et tue les musiciens ainsi qu'une partie du public avant d'être elle-même tuée. Enfin, le dimanche se clôture dans l'accompagnement d'un individu à travers une crise d'angoisse à son réveil. Son appartement dépourvu de mobilier nous laisse imaginer qu'il est assez démuni et qu'il souffre de solitude. Le rêve est plus agréable que la réalité qui est bien souvent, dure et insupportable car éveillés, nous sommes à nouveau confrontés à des problèmes quotidiens dont la seule échappatoire est le sommeil. Der Todesking s'impose finalement comme étant un film terriblement noir et dépressif. Imprégné de mal-être et de pessimisme envers la vie, ses 7 histoires macabres sauront raviver certaines angoisses et rouvrir certaines plaies auprès du spectateur. Il restera avec Schramm l'un des films les plus expérimentaux de Büttgereit, exploitant une fois encore le thème de la mort pour nous en faire découvrir des facettes que nous ignorions ou refusions jusqu'alors.